# Néapolis (Sardaigne)
Cet article concerne le site archéologique en Sardaigne. Pour les autres villes nommées Néapolis, voir Néapolis.
Néapolis (Νεάπολις en grec, Neapolis en italien, Nabui en sarde) est une ville de l'Antiquité grecque et romaine, située en Sardaigne. Le nom grec Neapolis signifie « nouvelle ville ». C'était l'une des localités les plus importantes de l'ile à l'époque romaine.

## Situation
Néapolis se trouve sur la côte occidentale de la Sardaigne, à l'extrême sud du golfe d'Oristano, à l'emplacement actuel de Santa Maria di Nabui, dans la commune de Guspini, dans la province de Sardaigne du Sud. L'Itinéraire d'Antonin place Néapolis à 60 milles de la ville de Sulki, à l'endroit où est érigé de nos jours Sant'Antioco, et à 18 milles d'Othoca, l'actuelle Santa Giusta, près d'Oristano.
Les ruines de Néapolis sont encore visibles à l'embouchure du Pabillonis, au point où le courant forme un estuaire ou une lagune, appelée étang de Marceddì.

## Historique
Les premières fouilles importantes eurent lieu en 1841, menées par trois chasseurs de trésors de Terralba. Les campagnes de fouilles ultérieures ont été conduites par Giovanni Spano et V. Crespi, du 4 au 6 mai 1858, et par la Soprintendenza alle Antichità della Sardegna, du 18 mai au 9 juillet 1951.

## Chronologie
Le site est occupé depuis le Néolithique récent. Le nom Néapolis semble indiquer une fondation de la ville par des colons grecs, mais il n'existe pas de témoignages écrits relatifs à la fondation ni à l'histoire préromaine de la cité. Elle a été sous contrôle phénicien, carthaginois, puis romain.

## Description
Le site a conservé des restes significatifs d'édifices antiques, comme les vestiges d'une voie romaine et d'un aqueduc. Une église ancienne, nommée Santa Maria di Nabui, a été édifiée sur le site. Aux alentours figurent de nombreuses traces du passé : nuraghes, villas romaines et anciens puits.
Néapolis est décrite par Pline l'Ancien comme une des villes les plus importantes de Sardaigne. Son nom apparait également dans Claude Ptolémée et dans l'Itinéraire d'Antonin. Palladius mentionne des cèdres, aujourd'hui remplacés par des oliviers. Ptolémée ainsi que l'Itinéraire d'Antonin citent les Aquae Neapolitanae ou Aquae Calidae Neapolitanorum, des eaux thermales. L'Itinéraire d'Antonin les place à une distance considérable à l'intérieur des terres le long de la route qui conduisait d'Othoca à Caralis (l'actuelle Cagliari). Il s'agit probablement des sources thermales connues sous le nom de terme di Sardara.